# Decreto de Aristóteles
El Decreto de Aristóteles fue un decreto aprobado por la Ekklesía (Asamblea del pueblo ateniense) en febrero o marzo de 377 a. C. El decreto está preservado en una inscripción en un estela; es la fuente epigráfica más importante sobre la Segunda Liga ateniense. El decreto, a menudo conocido como  "Acta constitutiva de Segunda Liga ateniense", formalizó la diplomacia ateniense invitando a polis (ciudades estados) a unirse a Atenas y sus aliados en una alianza permanente. La inscripción del decreto fue publicada en 1852, y ha recibido mucha atención de los académicos desde entonces.